# Zerenjīn
Zerenjīn (persiska: زرنجین) är en ort i Iran.   Den ligger i provinsen Östazarbaijan, i den nordvästra delen av landet, 400 km nordväst om huvudstaden Teheran. Zerenjīn ligger 1 528 meter över havet och antalet invånare är 156.
Terrängen runt Zerenjīn är lite bergig. Runt Zerenjīn är det ganska glesbefolkat, med 40 invånare per kvadratkilometer. Närmaste större samhälle är Kamanbān, 8,4 km nordost om Zerenjīn. Trakten runt Zerenjīn består i huvudsak av gräsmarker.